# Comte du palais
Ne doit pas être confondu avec Comte palatin.
Durant le Haut Moyen Âge, le comte du palais (comes palatii en latin) est un haut dignitaire du palais royal issu de l'époque des rois Mérovingiens. Chargé de garantir de la sécurité au sein des royaumes francs et d'y représenter la justice proclamée par le pouvoir en place, il devient le principal officier de l'entourage du souverain carolingien après la suppression du maire du palais en 751. Comte situé au sommet de la hiérarchie de ses pairs, il avait une charge décisionnaire au tribunal royal lorsque le souverain était absent et commandait[source insuffisante] le parlement général constitué des plus puissants vassaux du royaume.
À la fin du Xe siècle, le titre tomba en désuétude et devint principalement honorifique après les différends des comtes de Blois avec leurs suzerains, les rois capétiens. Au Saint-Empire romain germanique, le titre prit la forme de comte palatin, qui devint un puissant intermédiaire entre les ducs et l'empereur.

## Évolution du titre

### Sous les Mérovingiens (duVIesiècleà 751)
Sous la première dynastie franque, certains comtes résidaient régulièrement au palais royal et étaient spécialement attachés au service du roi. Parmi ces comtes, quelques uns occupaient un rang supérieur et portaient le titre de comes palatii, ou comte du palais. Ceux-ci avaient des compétences principalement judiciaires au sein de la cour : en effet, les comtes du palais recevaient les différentes plaintes et requêtes à destination du roi et gérer en son nom la plupart des affaires juridiques. En cas d'absence du souverain, les comtes du palais avaient autorité sur les tribunaux. En somme, ils sont le représentant de la justice souveraine en leur nom et en leur absence, en plus de leur titre comtal ou vicomtal. Enfin, ils étaient parfois chargés de missions dans les provinces auxquelles ils étaient rattachés (souvent héritières des pagi romains), comme pour voyager au nom du roi (en tant qu'ambassadeur) ou pour former ou commander une armée locale.

### Sous les Carolingiens (de 751 à 888)
L'importance du rôle des comtes du palais grandit au début du IXe siècle alors que l'empire carolingien prend rapidement forme. L'étendue du territoire franc unifié est telle qu'elle requiert aux empereurs de multiplier le nombre de vassaux, qui ont parfois besoin de se rendre dans leur province d'affectation, notamment pour y tenir des plaids au nom du souverain ou pour juger des affaires en appel. Même si, en 812, Charlemagne retira aux comtes du palais la décision finale dans les procès relatifs à la haute noblesse (aux potentiores de l'Empire), ces-derniers conservèrent le droit de rendre justice à la place du roi et la gestion du reste des affaires judiciaires (pour les crimes de lèse-majesté, les revendications territoriales, les appels des jugements, etc.).
Sous les derniers Carolingiens, plusieurs comtes furent investis de la dignité de comte du palais, et avaient le droit de statuer en dernier ressort au sein de leur territoire.

### Sous les Robertiens (de 888 à 936)
Las des partages successifs de l'empire carolingien entre les princes héritiers, les grands seigneurs du royaume (ou optimates) substituèrent le principe d'élection par un parlement général à celui d'hérédité du titre royal,. C'est ainsi qu'une nouvelle famille accède au trône, les Robertiens, avec l'élection en 888 du jeune roi Eudes, qui s'est illustré deux ans plus tôt lors du siège de Paris. En tant que comte et officier du palais, il est possible que le comte du palais jouait un rôle important dans ces assemblées électives, répétées à chaque changement de souverain jusqu'à l'élection d'Hugues Capet en 987.
Le titre, mal connu à cette période, réapparaît[source insuffisante] sous le roi des Francs Raoul de Bourgogne en 924, dans la charte de fondation du monastère Saint-Laumer de Blois en faveur du vicomte Thibaud l'Ancien,. Mais, selon Depoin, cet acte a été interpolé et contourné : les Thibaldiens vont acquérir ce titre plus tard et il viendra de leurs cousins Herbertiens,[source insuffisante].

### Sous les derniers Carolingiens (de 936 à 987)
De façon certaine le titre réapparaît chez Herbert III, comte d'Omois et abbé laïc de Saint-Médard de Soissons. Il est cité plusieurs fois entre 967 et 984 comme comte du palais, notamment dans un diplôme de Lothaire en 980,.
Herbert III meurt sans enfants avant 984 et ses honneurs sont partagés par le roi Lothaire entre ses neveux Eudes de Blois et Herbert de Troyes dit le Jeune, et c'est ce dernier qui prétend récupérer le titre de Francorum comes.

### Sous les Capétiens (après 987)

#### Le titre honorifique des comtes palatins de Champagne
Ne doit pas être confondu avec le titre de comte pair de Champagne, apparu en 1197.
Avec l'évènement de Hugues Capet, le nouvelle cour n'utilise pas le titre de comte palatin, les comtes de Blois comme ceux de Troyes n'étant pas les plus fidèles de la nouvelle dynastie. Sous Robert II, qui a épousé Berthe de Bourgogne, les relations avec la maison de Blois sont redevenues cordiales et c'est un autre descendant de Lieutgarde de Vermandois qui récupère la fonction de comte palatin, Hugues de Beauvais. Après l'assassinat de ce dernier, Eudes II de Blois, récupère cette fonction au plus tôt en 1015. Et à partir de 1022, le chef dynastique de la maison de Blois se revendiquera régulièrement comme « comte palatin » et, à défaut d'être pleinement reconnu par le roi comme un membre actif de sa cour, le titre fut par la suite associé au comté de Champagne. Désormais uniquement de courtoisie, il fut porté jusqu'à la mort en 1305 de la dernière comtesse de Champagne, Jeanne Ire, également reine de Navarre.

#### Évolution de la fonction judiciaire
Au milieu du XIe siècle, le roi Henri Ier instaure les grands offices de la Couronne, dont le chancelier qui reprend la plus haute charge du pouvoir judiciaire au niveau national. Ce dernier est souvent nommé à vie, et son titre ni ne dépend d'un quelconque territoire (au contraire d'un comte), ni n'est héréditaire. À partir de 1201, ce-dernier fut suppléé par le garde des sceaux, forme médiévale de la charge actuelle, en France, de ministre de la Justice.
Vers 1250, le pouvoir capétien réforme la cour médiévale et ainsi apparaît la première institution judiciaire, le Parlement de Paris, auquel suivront treize parlements de province.
Enfin, en 1305, le roi Philippe IV le Bel instaure le système des États généraux basés sur trois ordres : noblesse, clergé et tiers état.